# Lijst van burgemeesters van Brugge
Dit is een lijst van de burgemeesters van Brugge.

## De burgemeester
De naam 'burgemeester' is in de stad Brugge al heel vroeg in gebruik gekomen. Dit was niet vanzelfsprekend, want om het hoofd van een stedelijke administratie aan te duiden werden soms andere namen gebruikt. In Gent was dit een 'voorschepen'.
Tot op het einde van het ancien régime telde Brugge zelfs twee burgemeesters. De ene droeg de naam burgemeester van de raadsleden of burgemeester van de commune of van den courpse. Hij nam een soort juniorpositie in en was onder meer verantwoordelijk voor de ordehandhaving in de stad. De andere, en voornaamste, was de burgemeester van de schepenen, die het hoofd van het stadsbestuur was en hierin werd bijgestaan door twaalf schepenen.
Het volledige stadsbestuur bestond uit:
- de schepenbank, bestaande uit de burgemeester en twaalf schepenen
- de raad, bestaande uit de burgemeester van de raad en twaalf raadsleden
- het college van de hoofdmannen: zes hoofdmannen, hetzij één per sestendeel
- de twee stadsthesauriers
- de stadspensionarissen

In bijzondere omstandigheden werd dan ook nog de 'derde schepenbank' opgeroepen, die bestond uit de vroegere burgemeesters en schepenen. 

## De jaarlijkse benoeming
Bij de benoeming, die in principe voor de duur van één jaar was, was ook de regel van de zogenaamde 'wepelgang' van toepassing, wat betekende dat uittredende bestuurders één of twee jaar moesten wachten alvorens opnieuw een functie in het stadsbestuur te worden toegewezen. Bijkomend waren er ook nog regels over de onverenigbaarheid van personen met nauwe familiebanden binnen eenzelfde bestuur.
De strenge regels werden gaandeweg over het hoofd gezien. Zo werd de annaliteit niet strikt toegepast en konden besturen twee of zelfs méér jaren aan de macht blijven. Ook de onverenigbaarheid tussen familieleden werd steeds ruimer opgevat. Men begon met toe te staan dat een familielid van iemand die schepen was, kon zetelen als raadslid of als hoofdman. Weldra konden zelfs twee of méér schepenen met elkaar verwant zijn. Ook met de wepelgang nam men al vlug een loopje. Niet alleen kon een burgemeester soms meerdere jaren op post blijven, maar vooral konden heel wat stadsmagistraten gedurende vele jaren bestuurder blijven door de posten af te wisselen: nu eens waren ze burgemeester van de raadsleden en dan weer burgemeester van de schepenen, nu eens schepen, dan eens raadslid, nu eens hoofdman, dan weer thesaurier.

## Historische evolutie
Vanaf de aanvang was de invloed van de graaf van Vlaanderen en van zijn opvolgers aanzienlijk en zelfs doorslaggevend bij de benoeming van de stadsbestuurders. Er was niettemin een evolutie, naargelang de gemeentelijke overheid méér of minder politieke macht verkreeg. Enkele markante evoluties:
- 988: Dat jaar of een van de volgende jaren zou, volgens de historicus Jacob De Meyere, de graaf van Vlaanderen Boudewijn IV van Vlaanderen het privilege hebben toegekend aan de stad Brugge om dertien schepenen te hebben die onder hen een burgemeester kozen. Over deze vroege organisatie bestaan geen documenten en dus geen zekerheid.
- 1190: Uit een charter van dat jaar blijkt dat de schepenen voor het leven werden benoemd. De graaf mocht nieuwe benoemen in opvolging van de overleden schepenen.
- 1241: een charter uit dat jaar bevestigt dat de stadsmagistraat elk jaar vernieuwd werd, door de graaf of zijn gezant. Dat jaar, waarschijnlijk ook al voordien, gebeurde de benoeming van burgemeesters, schepenen, raadsleden en hoofdmannen op 2 februari, feest van Onze-Lieve-Vrouw Lichtmis. Dit gebeurde op een samenkomst die werd voorgezeten door een vertegenwoordiger van de graaf en tegenover wie de eed van trouw door de verkozenen werd uitgesproken.
- 1272: Vanaf dat jaar verschenen de raadsleden met aan hun hoofd de burgemeester van de commune.
- 1281: een Keure van graaf Gewijde van Dampierre zegde dat de graaf de dertien schepenen benoemde, die dan onder hen de burgemeester en daarnaast de burgemeester van de raad en de dertien raadsleden mochten benoemen.
- 1298: een gemeentelijk statuut voorzag dat elk jaar, op Sint-Denijsfeest (9 oktober), de schepenen en raadsleden de burgemeesters zouden kiezen. Dit was zo al het geval sinds enige tijd, hoewel in de dertiende en veertiende eeuw de data van aanstelling nogal uiteen liepen.
- 1299: Een nieuw statuut verordende dat voortaan de wetsvernieuwing zou plaatsvinden op 2 februari Lichtmis.
- 1329: voortaan was de benoeming van de schepenen volledig in handen van de graaf op basis van de selectie die door zijn commissarissen vooraf was gemaakt.
- 1383: Voortaan gebeurde de vernieuwing van de magistraat telkens op 2 september. Behalve in uitzonderlijke omstandigheden, bleef die datum behouden tot op het einde van het ancien régime.
- 1399: Filips de Stoute en Margaretha van Male beslisten op 25 augustus 1399 dat de graaf jaarlijks de benoeming zou doen van dertien schepenen onder wie een burgemeester en dertien raadsleden. De schepenen konden echter de benoemingen van de raadsleden wraken en dezelfde dag eigen kandidaten benoemen. Uit de benoemde raadsleden stelde de graaf een burgemeester van de raadsleden aan. De graaf benoemde ook de twee stadstresoriers en de zes hoofdmannen. Ook hier konden de schepenen andere kandidaten voorstellen, onder wie de graaf een keuze zou maken. De rechten die aldus aan de schepenen werden verleend bleven theoretisch, aangezien hun eigen benoeming afhing van de graaf.
- 1477: Op 13 maart 1477 verleende Maria van Bourgondië een keure aan de stad Brugge. Haar commissarissen zouden jaarlijks dertien schepenen benoemen: vier uit de poorterij, negen uit de ambachten en neringen. Die dertien moesten de burgemeester van de schepenen verkiezen en de dertien raadsleden. Die zesentwintig kozen dan de burgemeester van de raadsleden. Dit gaf een heel wat grotere autonomie aan het stadsbestuur ten overstaan van de centrale macht. Dit zou niet lang duren.
- 1488: Maximiliaan van Oostenrijk vaardigde op 2 februari 1488 een keure uit waarbij hij bepaalde dat de stadsmagistraat jaarlijks zou worden vernieuwd door zijn commissarissen die hiervoor ter plekke zouden komen en de burgemeesters, schepenen en raadsleden kiezen uit alle klassen van poorters en leden van de gilden en ambachten. De vier commissarissen meldden zich elk jaar op 1 september aan. Op 2 september, na een Mis van de H. Geest in de Sint-Donaaskathedraal trok men naar het stadhuis waar de aanstelling volgde van dertien schepenen onder wie de burgemeester van de schepenen, de dertien raadsleden onder wie de burgemeester van de raadsleden, de twee stadstresoriers en de zes hoofdmannen van de stadswijken. Het gebeurde dat onder de aanwezigen rumoer ontstond bij het horen van deze of gene naam. Bij duidelijke afkeuring, benoemden de commissarissen iemand anders. Daarop volgde de eedaflegging. Dit is de regel die van kracht bleef tot in 1793.

De lijst hierna geeft, voor zoveel ze bekend zijn, de namen van de burgemeesters van de schepenen (niet die van de burgemeesters van de raadsleden) voor wat betreft het ancien régime en van de burgemeesters na 1795 tot heden.
Sommige vermelde namen in de dertiende en veertiende eeuw worden gevolgd door een vraagteken, omdat tot hiertoe geen zekerheid bestaat of zij wel de burgemeester van schepenen waren. Het is waarschijnlijk dat ze het waren, omdat ze als eerste vermeld werden op de lijst van de schepenen, maar niet absoluut zeker omdat de hoedanigheid van burgemeester niet achter hun naam vermeld werd.

## Graafschap Vlaanderen (11de eeuw - 1385)
- 1228: Hendrik de Ram
- 1229-1268: onbekend
- 1269-1270: Petrus de Wedra of Pieter van der Weyde
- 1270-1271: Lambertus Tolnare
- 1271-1278: onbekend
- 1278-1279: Pieter Bonin
- 1279-1280: Bonin Cant
- 1280-1281: Pieter van der Weyde
- 1281-1282: Lambertus Tolnare
- 1282-1283: Paul de Calkere of Paulus Calkra of de Calckere
- 1283-1284: Lambertus Tolnare
- 1285-1286: onbekend
- 1286-1287: Paul de Calkere of Paulus Calkra of de Calckere
- 1287-1288: Mattheus Hooft
- 1288-1289: Paul de Calkere
- 1289-1290: Johannes Hubrecht
- 1290-1291: Mattheus Hooft
- 1291-1292: Johannes Hubrecht en Paul de Calkere
- 1292-1293: Alaerdin Lam
- 1293-1294: Johannes Hubrecht en Paul de Calkere
- 1293-1294: Alaerdin Lam
- 1294: Mattheus Hooft en Paul de Calkere
- 1294-1295: Johannes Hubrecht
- 1295-1296: Jacob van Groenendike
- 1296-1297: Joris van der Matte of Egidius de Mota
- 1297-1298: Johannes Alverdoe (?)
- 1298-1299: Colard Alverdoe (?)
- 1299-1300: Johannes Alverdoe (?)
- 1300-1301: Gillis van Aartrike (?)
- 1301-1302: Johannes Alverdoe (?)
- 1302-1303: Jan Heem
- 1303-1304: Jan van den Hoye
- 1304-1305: Heinric Thobe
- 1305-1306: Heinricke van Thourout
- 1306-1307: Joris van der Matte
- 1307-1308: Clais van Leffinghe
- 1308-1309: Jacob Utenzacke
- 1309-1310: Clais van Leffinghe
- 1310-1311: Joris van der Matte
- 1311-1312: Jacob van den Ackere
- 1312-1313: Lamsin Loevijn
- 1313-1314: Jacob van Cranenbuerch
- 1314-1315: onbekend
- 1315-1316: Jacob van den Ackere
- 1316-1317: Rogier van Coudebrouc
- 1317-1318: Jacob van den Ackere
- 1318-1319: Wouter de Ruddere
- 1319-1320: onbekend
- 1320-1321: Rogier van Coudebrouc
- 1321-1325: onbekend
- 1325-1326: Jan van Harelbeke
- 1326-1327: Jan van Harelbeke
- 1327-1328: Willem Canin
- 1328-1329: Willem van der Stove
- 1329-1330: Willem van der Stove
- 1330-1331: Willem van der Stove
- 1331-1332: Clais Bonin van den Gapere
- 1332-1333: Willem van der Stove
- 1333-1334: Willem van der Stove
- 1334-1335: Gillis van Aertrike
- 1335-1336: Willem van der Stove
- 1336-1337: Gillis van Aertrike
- 1337-1338: Willem van der Stove
- 1338-1339: Jan Cortscoef
- 1339-1340: Gillis van Coudebrouc
- 1340-1341: Jan van Coekelaere
- 1341-1342: Gillis van Coudebrouc
- 1342-1343: Jan vanden Paradise
- 1343-1344: Gillis van Coudebrouc
- 1344-1345: Jan van Coekelaere
- 1345-1346: Gillis van Coudebrouc
- 1346-1347: Jacob Wittebolle
- 1347-1348: Gillis van Coudebrouc
- 1348-1349: Simon van Aertrike
- 1349-1350: Jacob Alverdoe
- 1350-1351: Jacob den Buerchgrave
- 1351-1352: Jacob van den Walle
- 1352-1353: Pieter de Pinkere
- 1353-1354: Jacob van den Walle
- 1354-1355: Pieter de Pinkere
- 1355-1356: Jacob van den Walle
- 1356-1357: Pieter de Pinkere
- 1357-1358: Jacob van den Walle
- 1358-1359: Jacob Metteneye
- 1359-1360: Jacob van den Walle en Pieter van der Haghe
- 1360-1361: Pieter van der Haghe
- 1361-1362: Pieter van der Haghe en Simoen van Aertricke
- 1362-1363: Simoen van Aertricke
- 1363-1364: Zeger Honin
- 1364-1365: Jan Bonin
- 1365-1366: Lamsin de Vos
- 1366-1367: Philip Rynvisch
- 1367-1368: Tideman van den Berghe
- 1368-1369: Jan Bonin
- 1369-1370: Philip Rynvisch
- 1370-1371: Jan Bonin
- 1371-1372: Lamsin de Vos
- 1372-1373: Jan Bonin
- 1373-1374: Tideman van den Berghe
- 1374-1375: Jan Walkier
- 1375-1376: Willem Maze
- 1376-1377: Willem Maze
- 1377-1378: Tideman van den Berghe
- 1378-1379: Jan Bonin
- 1379-1380: Willem Maze
- 1380-1381: Willem Maze
- 1381-1382: Willem Maze
- 1382-1383: Pieter Smout
- 1383-1384: Zeger Honin
- 1384-1385: Jacob Metteneye

## Bourgondische hertogen (1385-1482)
- 1385-1386: Jan Heldebolle (overleden 8 april 1386, niet officieel vervangen)
- 1386-1387: Jacob van den Vagheviere
- 1387-1388: Jan de Munter
- 1388-1389: Pieter I Adornes
- 1389-1390: Jan Heldebolle
- 1390-1391: Jan IV van der Beurze
- 1391-1392: Jan Camphin
- 1392-1393: Jan Honin
- 1393-1395: Jan Camphin
- 1395-1396: Jan IV van der Beurze
- 1396-1397: Jan Camphin
- 1397-1398: Jan Honin I
- 1398-1399: Jan Honin I
- 1399-1400: Jan Camphin
- 1400-1401: Jan Bonin
- 1401-1403: Jan Camphin
- 1402-1403: Jan Camphin
- 1403-1404: Lieven de Scuetelaere
- 1404-1405: Joris Braderic
- 1405-1406: Nicolaas de Zoutere
- 1406-1407: Nicolaas de Zoutere
- 1407-1408: Jan Biese
- 1408-1409: Jan Biese
- 1409-1410: Jan Biese
- 1410-1411: Boudewijn de Vos
- 1411-1412: Lieven de Scuetelaere
- 1412-1413: Lieven de Scuetelaere
- 1413-1414: Jacob Brooloos
- 1414-1415: Thomas Bonin
- 1415-1416: Jan Cate
- 1416-1417: Pieter Metteneye
- 1417-1418: Jacob Brooloos
- 1418-1419: Jan Ruebs
- 1419-1420: Gerard Ruebs
- 1420-1421: Pieter Metteneye
- 1421-1422: Boudewijn de Maerscalc
- 1422-1423: Jan IV van der Beurze
- 1423-1424: Jacob Brooloos
- 1424-1425: Joris Metteneye
- 1425-1426: Jan IV van der Beurze
- 1426-1427: Pieter Metteneye
- 1427-1428: Jacob Brooloos
- 1428-1429: Nicolaas IV van der Beurze
- 1429-1430: Gerard Ruebs
- 1430-1431: Joris Ruebs
- 1431-1432: Jan IV van der Beurze
- 1432-1433: Jacob Brooloos
- 1433-1434: Nicolaas IV van der Beurze
- 1434-1435: Gerard Ruebs
- 1435-1436: Filips Metteneye
- 1436-1437: Maurits van Varsenare
- 1437-1438: Maurits van Varsenare
- 1438 (april-september): Gillis van der Vlamincpoorte
- 1438-1439: Lodewijk van Rooden
- 1439-1440: Jacob Brooloos
- 1440-1441: Gillis van der Vlamincpoorte
- 1441-1442: Filips Metteneye
- 1442-1443: Gillis Lauwereyns
- 1443-1444: Jacob Heldebolle
- 1444-1445: Gillis van der Vlamincpoorte
- 1445-1446: Jacob van der Beurze
- 1446-1447: Gerard Ruebs
- 1447-1448: Filips Metteneye
- 1448-1449: Jan van Nieuwenhove
- 1449-1450: Gerard Ruebs
- 1450-1451: Joost Honin
- 1451-1452: Joris Ruebs & Jacob van der Beurze
- 1452-1453: Paulus van Overtvelt
- 1453-1454: Maarten Honin
- 1454-1455: Joost Honin
- 1455-1456: Paulus van Overtvelt
- 1456-1457: Maarten Honin
- 1457-1458: Jacob van der Beurze
- 1458-1459: Paulus van Overtvelt
- 1459-1460: Maarten Honin
- 1460-1461: Jan III de Baenst
- 1461-1462: Zeger de Baenst
- 1462-1463: Maarten Honin
- 1463-1464: Jan III de Baenst
- 1464-1465: Lodewijk Metteneye
- 1465-1466: Maarten Honin
- 1466-1467: Jan van Nieuwenhove
- 1467-1468: Filips Metteneye
- 1468-1469: Bernard van Halewyn
- 1469-1470: Filip van Aertrycke
- 1470-1471: Jan III de Baenst
- 1471-1472: Zeger de Baenst & Jacob van den Vageviere
- 1472-1473: Maarten Lem
- 1473-1474: Jan III de Baenst
- 1474-1475: Jan Barbesaen
- 1475-1476: Paulus van Overtvelt
- 1476-1477: Jan van Nieuwenhove
- 1477-1477: Jan de Keyt
- 1477-1478: Maarten Lem
- 1478-1479: Willem Moreel
- 1479-1480: Jan van Riebeke
- 1480-1481: Maarten Lem
- 1481-1482: Jacob II van Gistel
- 1482-1482: Jan van Nieuwenhove

## Habsburgers (1482-1555)
- 1482-1483: Jan de Witte
- 1483-1484: Willem Moreel
- 1484-1485: Jan van Riebeke
- 1485-1486: Joos II van Varsenare
- 1486-1487: Jacob II van Gistel
- 1487-1488: Willem Houtmaert

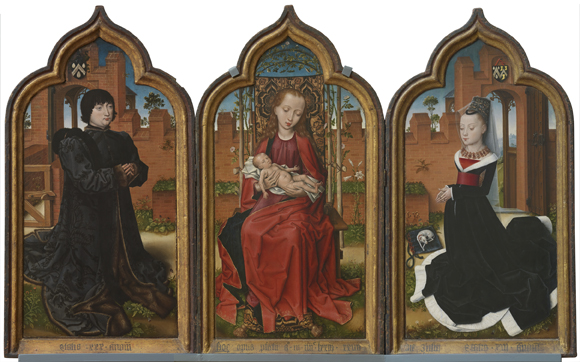
Jan de Witte, burgemeester van Brugge (1482-1483) en zijn vrouw, Maria Hoose.

- 1488 (februari tot september): Joost de Deckere
- 1488-1489: Jan van Nieuwenhove
- 1489-1490: Jan van Nieuwenhove
- 1490-1490: Jan de Boodt
- 1490-1491: Nicolaas van Delft
- 1491-1492: Jacob de Voocht
- 1492-1493: Jacob de Heere
- 1493-1494: Jan van Nieuwenhove
- 1494-1495: Jan de Deckere
- 1495-1496: Jan van Claerhout
- 1496-1497: Jan van Claerhout
- 1497-1498: Jacob van der Zype
- 1498-1499: Jacob van der Zype
- 1499-1500: Roeland van Moerkerke
- 1500-1501: Roeland van Moerkerke
- 1501-1502: Roeland van Moerkerke
- 1502-1503: Roeland van Moerkerke
- 1503-1504: Jan van Nieuwenhove
- 1505-1505: Roeland van Moerkerke
- 1505-1506: Roeland van Moerkerke
- 1506-1507: Frans Parmentier
- 1507-1508: Wouter Despars
- 1508-1509: Jan van Praet
- 1509-1510: Adriaan Bave
- 1510-1511: Wouter Despars
- 1511-1512: Jan Moreel
- 1512-1513: Jacob van Halewyn
- 1513-1514: Jacob van Halewyn
- 1514-1515: Jacob van Halewyn
- 1515-1516: Simon van der Banc
- 1516-1517: Jacob van Halewyn
- 1517-1518: Willem IV Moreel
- 1518-1519: Willem IV Moreel
- 1519-1520: Willem IV Moreel
- 1520-1520: Nicolaas Colaerd
- 1520-1521: Willem van Claerhout
- 1521-1522: Willem van Claerhout
- 1522-1523: François Petyt
- 1523-1524: François Petyt
- 1524-1525: Jozef de Baenst
- 1525-1526: Jozef de Baenst
- 1526-1527: Joost de Brune
- 1527-1528: Joost de Brune
- 1528-1529: Joost de Brune
- 1529-1530: François Petyt
- 1530-1531: Joost de Brune
- 1531-1532: Jozef de Baenst
- 1532-1533: Jozef de Baenst
- 1533-1534: Jan Adornes, geboren de la Coste
- 1534-1535: Jan Adornes, geboren de la Coste
- 1535-1536: Jan Adornes, geboren de la Coste
- 1536-1537: François d'Ongnies
- 1537-1538: François d'Ongnies
- 1538-1539: Jacob van Halewyn
- 1539-1540: Jacob van Halewyn
- 1540-1541: Jacob van Halewyn
- 1541-1542: François d'Ongnies
- 1542-1543: François d'Ongnies
- 1543-1544: François d'Ongnies
- 1544-1545: François d'Ongnies
- 1545-1546: Lodewijk van Gistel
- 1546-1547: Lodewijk van Gistel
- 1547-1548: François d'Ongnies
- 1548-1549: François d'Ongnies
- 1549-1550: Lodewijk van Gistel
- 1550-1551: François Petyt
- 1551-1552: François Petyt
- 1552-1553: Antoon Voet
- 1553-1554: Lodewijk van Gistel
- 1554-1555: Lodewijk van Gistel
- 1555-1556: Jehan de Baenst

## Spaanse Habsburgers (1556-1715)
- 1556-1558: Jacob Despars
- 1558-1560: Jozef de Baenst, zoon van Guy
- 1560-1562: Jehan de Baenst
- 1562-1564: Lodewijk van Gistel
- 1564-1567: Jehan de Baenst
- 1567-1569: Nicolaas Boulengier
- 1569-1573: Jan de Bouvières
- 1574: Jan II Pardo
- 1574-1575: Jehan de Baenst
- 1575: Gabriël de la Coste
- 1575-1577: Joris van Themseke
- 1577-1578: Joris van Bracle
- 1578 (maart-september): Joris van Bracle (overgang naar calvinistisch bestuur)
- 1578-1579: Nicolaas Despars (begin calvinistisch bestuur)
- 1579-1582: Jacob de Chantraines (calvinistisch bestuur)
- 1582-1584: Nicolaas Casembroot (calvinistisch bestuur)
- 1584: Nicolaas Despars (overgangsbestuur)
- 1584-1586: Jan II Pardo
- 1586-1588: Maarten Lem
- 1588-1590: Jan II Pardo
- 1590-1591: Maarten Lem
- 1591-1593: Jan II Pardo
- 1593-1595: Jan Breydel
- 1595-1597: Maarten Lem
- 1597-1599: Jan Breydel
- 1599-1601: Willem de Boodt
- 1601-1603: Jan de Beer
- 1603-1605: Matthias d'Agua
- 1605-1607: Anselm Opitius Adornes
- 1607-1609: Frans de Boodt
- 1609-1611: Frans Pardo
- 1611-1613: Adolf van Maldeghem
- 1613-1614: Frans de Boodt
- 1614-1615: Frans Pardo
- 1615-1616: Adolf van Maldeghem
- 1616-1617: Frans de Boodt
- 1617-1618: Jan van Nieuwenhove
- 1618-1620: Adolf van Maldeghem
- 1620-1622: Filips d'Ongnies
- 1622-1623: Frans de Boodt
- 1623-1624: Jacob Pardo
- 1624-1625: Roeland de Grass
- 1625-1626: Frans de Boodt
- 1626-1627: Roeland de Grass
- 1627-1628: Jan Parmentier
- 1628-1629: Jan III Pardo
- 1629-1631: Roeland de Grass
- 1631-1633: Alexander de Meulenaere
- 1633-1634: Jacob Pardo
- 1634-1636: Jan Parmentier
- 1636-1637: Alexander de Meulenaere
- 1637-1638: Hendrik Anchemant
- 1638-1640: Jacob Pardo
- 1640-1641: Hendrik Anchemant
- 1641-1643: Alexander de Meulenaere
- 1643-1644: Jacob Anchemant
- 1644-1645: Roeland de Grass
- 1646-1648: Jacob Anchemant
- 1648-1649: Alexander de Meulenaere
- 1649-1650: Andries de la Coste
- 1650-1652: Vincent Stochove
- 1652-1653: Alexander de Meulenaere
- 1653-1655: Alphonse de Grass
- 1655-1657: Andries de la Coste
- 1657-1660: Vincent Stochove
- 1660-1662: Hendrik Anchemant II
- 1662-1665: Andries de la Coste
- 1665-1667: Vincent Stochove
- 1667-1670: Paul Cobrysse
- 1670-1672: Jan Filips van Boonem
- 1672-1674: Andries de la Coste
- 1674-1677: Jean-Baptiste de Villegas
- 1677-1686: Jan Filips van Boonem
- 1686-1687: Jan Frans Nans
- 1687-1693: Jan Filips van Boonem
- 1693-1695: Jan Frans Nans
- 1695-1703: Jan Filips van Boonem
- 1703-1706: Jan Frans Nans
- 1706-1706: Lodewijk van der Haeghe
- 1706-1707: Jan Frans Nans
- 1707-1711: Elias Albert de Bie
- 1711-1713: François de Stappens
- 1713-1717: Roeland II de Grass

## Oostenrijkse Habsburgers (1716-1794)
De overschakeling van het graafschap Vlaanderen onder de soevereiniteit van de Oostenrijkse Habsburgers, betekende een verdere versterking van het centrale bestuur. Voortaan werden de lokale bestuurders vanuit Brussel aangesteld. Er werd echter steeds benoemd binnen de groep van poorters van de stad Brugge, zonder beroep te doen op personen die deze 'nationaliteit' niet bezaten. De jaarlijkse vernieuwing werd vervangen door steeds langere bestuursperioden, die tot twintig jaar konden oplopen.
- 1717-1721: Elias Albert de Bie
- 1721-1731: Jean Bernard Triest
- 1731-1734: Frans Jan Claesman
- 1735-1743: Aybert van Huerne
- 1743:      Jean Bernard Triest (plots overleden)
- 1743-1749: Aybert van Huerne
- 1749-1771: Jan de la Coste
- 1771-1778: Charles Le Bailly de Marloop
- 1778-1788: Robert Coppieters
- 1789-1790: Karel de Schietere de Caprijke
- 1791-1792: Robert Coppieters
- 1792-1793: Jozef van Caloen
- 1793-1795: Karel de Schietere de Caprijke

## Franse tijd (1795-1814) en Verenigd Koninkrijk der Nederlanden (1815-1830)
Vanaf de Franse tijd en tot op heden was er nog slechts één burgemeester aan het hoofd van het stadsbestuur, geen verschil meer dus tussen de burgemeester van de schepenen en de burgemeester van de raadsleden of van de 'Commune'. Aanvankelijk was er enige aarzeling over de te geven naam. Korte tijd werd hij 'voorzitter' van de raad. Al vlug werd het in de Franse tijd 'maire' of in het Nederlands 'meier', om onder het Verenigd Koninkrijk der Nederlanden weer 'burgemeester' te worden.
- 1795 (25 januari) - 1796 (7 maart): Charles Ryelandt (maire/meier)
- 1796 (7 maart)- 1796 (9 maart): Valentin Jacoby (voorzitter van het bestuur)
- 1796 (9 maart) - 1797 (4 mei): Jean Goddyn senior (voorzitter van het bestuur)
- 1797 (4 mei) - 1797 (25 november): Joseph Volckaert (voorzitter van het bestuur)
- 1797 (25 november) - 1798 (20 april): Jean-Baptiste Goddyn (maire/meier)
- 1798 (20 april) - 1799 (14 december): Joseph Van Huele (voorzitter van het bestuur)
- 1799 (14 december) - 1800: François Van Praet (voorzitter van het bestuur)
- 1800 - 1800 (3 augustus): Joseph Van Huele (voorzitter van het bestuur)
- 1800 (13 augustus)- 1800: Bernard De Deurwaerder (voorzitter van de raad)
- 1800-1803: François de Serret, maire/meier
- 1803-1813: Karel Aeneas de Croeser, maire/meier
- 1813-1817: Jean-Jacques van Zuylen van Nyevelt, maire/meier, burgemeester
- 1817-1827: Karel Aeneas de Croeser, burgemeester
- 1828-1830: Philippe Veranneman de Watervliet, burgemeester

## Belgisch koninkrijk (1830-heden)
De lokale overheid werd na 1830 door de plaatselijke kiezers verkozen. Aanvankelijk ging het in Brugge om hoop en al enkele tientallen personen, die voldoende belastingen betaalden om op de kiezerslijsten voor te komen. Net zoals voor de wetgevende verkiezingen werd regelmatig tot uitbreiding van het kiezerskorps beslist. In 1921 kwam men tot het algemeen stemrecht voor alle meerderjarige Belgen. Ook de vrouwen kregen toen stemrecht, wat voor de wetgevende verkiezingen pas vanaf 1946 het geval zou zijn.
Na de verkiezingen heeft ofwel een partij de meerderheid van de zetels in de gemeenteraad behaald, ofwel wordt een coalitie gevormd tussen twee of meer partijen om zo een meerderheid te vormen. Door deze meerderheid wordt een lid ervan (in uitzonderlijke en te motiveren gevallen kan het een buitenstaander zijn) per brief aan de hogere overheid als kandidaat voorgedragen voor het ambt van burgemeester. Tot aan de federalisering was die overheid de minister van Binnenlandse zaken, die de benoeming per Koninklijk Besluit bekrachtigde. Sinds de federalisering is het de gewestelijke minister van Binnenlandse zaken die de benoemingen per ministerieel besluit bekrachtigt. In principe wordt de voorgedragen kandidaat steeds benoemd, behalve indien uit onderzoek zou blijken dat hij omwille van gerechtelijke moeilijkheden of veroordelingen zou moeten geweerd worden.
De gemiddelde duur van een burgemeestersmandaat over de periode 1830-2012 is in Brugge achttien jaar. Dit cijfer wordt beïnvloed door de lange duur van sommige mandaten, met name die van Visart (48 jaar), Van Hoestenberghe (32 jaar), Boyaval (21 jaar). Andere mandaten benaderen het gemiddelde: Moenaert (17 jaar), Vandamme en Van Acker (15 jaar), De Pelichy (14 jaar), Coppieters (11 jaar). Drie korte mandaten waren die van Van Maele (5 jaar), Bourdon (2 jaar) en Landuyt (6 jaar). 
De verkiezingen vinden steeds plaats om de zes jaar op de tweede zondag van oktober. De verkozen leden nemen zitting vanaf 1 januari daaropvolgend, zodat er tijd is om de benoeming van de burgemeester tijdig klaar te hebben. Zijn aanstelling wordt bezegeld door het afleggen van de voorgeschreven eed ten overstaan van de gouverneur van West-Vlaanderen.
De benoeming van Jozef Devroe tijdens de Tweede Wereldoorlog werd na 1944 niet als rechtsgeldig aanvaard, omdat ze niet volgens de wettelijke regels was gebeurd. De onderbreking van het burgemeesterschap van Van Hoestenberghe werd hierdoor ongedaan gemaakt.
| Naam (geboorte-overlijden)                      | Mandaat                         | Partij of strekking | Partij of strekking |
| ----------------------------------------------- | ------------------------------- | ------------------- | ------------------- |
| Jean-Baptiste Coppieters 't Wallant (1770-1840) | 1830-1841                       |                     | Katholiek           |
| Jean-Marie de Pelichy van Huerne (1774-1859)    | 1841-1855                       |                     | Katholiek           |
| Jules Boyaval (1814-1879)                       | 1855-1876                       |                     | Liberaal            |
| Amedée Visart de Bocarmé (1835-1924)            | 1876-1924                       |                     | Katholiek           |
| Victor Van Hoestenberghe (1868-1960)            | 1924-1956                       |                     | Katholiek / CVP     |
| Jozef Devroe (1905-1976)                        | 1941-1944 (oorlogsburgemeester) |                     | VNV                 |
| Pierre Vandamme (1895-1983)                     | 1956-1971                       |                     | CVP                 |
| Michel Van Maele (1921-2003)                    | 1972-1977                       |                     | CVP                 |
| Frank Van Acker (1929-1992)                     | 1977-1992                       |                     | BSP / SP            |
| Fernand Bourdon (1933-2021)                     | 1992-1994                       |                     | SP                  |
| Patrick Moenaert (1949-2024)                    | 1995-2012                       |                     | CVP / CD&V          |
| Renaat Landuyt (1959-heden)                     | 2013-2018                       |                     | sp.a                |
| Dirk De fauw (1957-heden)                       | 2019- ...                       |                     | CD&V                |